# Fortunet Alain Nouatin
Fortunet Alain Nouatin est une personnalité politique béninoise, ministre délégué auprès du président de la République, chargé de la défense nationale sous le présidence du président Patrice Talon. 

## Biographie

### Carrière
Le 23 mai 2021, il est nommé membre du gouvernement de Patrice Talon.